# Diga di Imperial
La diga di Imperial anche noto come diga di deviazione di Imperial  è una diga ad arco a gravità situata lungo il confine tra gli Stati della California e dell'Arizona a 29 km nordest di Yuma. Completata nel 1938 la diga fu realizzata per deviare parte della portata del fiume Colorado nell'Imperial reservoir e successivamente nel All-American Canal, nel fiume Gila e nell'acquedotto dello Yuma Project.